# Campiglossa aragonensis
Campiglossa aragonensis är en tvåvingeart som först beskrevs av Erich Martin Hering 1934.  Campiglossa aragonensis ingår i släktet Campiglossa och familjen borrflugor.
Artens utbredningsområde är Spanien. Inga underarter finns listade.